# PoPoLoCrois
PoPoLoCrois (ポポロクロイス物語?, Poporokuroisu Monogatari) è un videogioco di ruolo alla giapponese, sviluppato dalla G-Artists e distribuito dalla SCEI in Giappone, dalla Agatec nel Nord America e dalla Ignition in Europa. Il titolo è stato pubblicato per PSP in Giappone a febbraio del 2005, in America dal dicembre dello stesso anno ed è stato reso disponibile in Italia e nel resto dell'Europa, nel luglio del 2006 in formato UMD.
Il 12 dicembre del 2005 è stato nominato "miglior RPG dell'anno" da 1UP.com

## Trama

### Ambientazione
Il gioco è ambientato nel regno di fantasia di PoPoLoCrois, dove mostri, draghi, fate e streghe convivono a fianco dei normali esseri umani.

### Storia[2]
La storia è divisa in tre differenti capitoli, che propongono l'intero filone narrativo dei tre diversi titoli ( PoPoLoCrois Monogatari, PoPoLoCrois Rougue e PoPoLoCrois Monogatari II ) che sono stati pubblicati solo in Giappone per Playstation e dei quali questo è in realtà un remake.

#### Libro I
PoPoLoCrois vive un periodo di pace ed armonia, fino a che il giovane principe Pietro, al suo decimo compleanno, viene a sapere dal padre, Re Paulo, la verità che si cela dietro la storica battaglia del drago bianco e il Demone del Ghiaccio.
Dieci anni prima il Demone del Ghiaccio, insieme ad altri quattro maghi, trasformò il regno di PoPoLoCrois in una enorme distesa di ghiaccio facendo cadere nella disperazione gli abitanti del regno. Ogni speranza era andata perduta quando, finalmente, un giorno un misterioso drago bianco fece la sua comparsa.
L'enorme creatura intraprese una lunga battaglia contro gli aggressori del regno, fino a che il Demone del Ghiaccio non venne sconfitto e relegato nel mondo delle tenebre portando però con sé anche il drago bianco.
In realtà il drago altri non era che sua madre ed era sprofondata in un sonno profondo a causa di un incantesimo lanciato dal suo avversario poco prima che cadesse nel mondo delle tenebre.
Una volta scoperta questa terribile verità, Pietro decide di intraprendere un viaggio per risvegliare la madre e scoprire quale sia il mistero che vi si cela dietro.

#### Libro II e III
La pace regna sugli abitanti di PoPoLoCrois, Pietro è oramai cresciuto ed è diventato un giovane cavaliere dedito alla difesa del suo regno, ma una nuova minaccia è in agguato.
Questa volta è suo padre, Re Paulo, a cadere in un sonno profondo e Pietro, insieme a un piccolo gruppo di amici, dovrà intraprendere un nuovo viaggio verso il mondo dei sogni dove scopriranno che il demone di ghiaccio sta per tornare, determinato a sottomettere gli abitanti del regno e dominare l'intero pianeta.

#### Differenze titoli Playstation e PSP[3]
I titoli per Playstation affrontano, in tre differenti titoli, tre trame collegate tra loro:
- PoPoLoCrois Monogatari: Pietro ha dieci anni e la storia ruota attorno al salvataggio della Regina Sania dal mondo delle tenebre
- PoPoLoCrois Rougue: Pietro ha dodici anni e intraprende un viaggio nel mondo dei sogni per salvare il Re Paulo
- PoPoLoCrois Monogatari II: Pietro ha quindici anni e il Demone del Ghiaccio minaccia il pianeta

In PoPoLoCrois per PSP, invece, le storie di Popolocrois Rougue e Popolocrois Monogatari II sono state riunite in un'unica fase temporale, che coincide con la terza della serie originale, per consentire una narrazione più lineare e compattare tutti e tre i titoli in un solo videogioco.
Nonostante questo, la storia rimane abbastanza fedele ai titoli precedenti e alla serie animata.

## Personaggi principali[4]

### Pietro PakaPuka
Il Principe e difensore del regno di PoPoLoCrois nonché protagonista della serie. Figlio di Re Paulo e la Regina Sania, a soli 10 anni è costretto a intraprendere un viaggio per difendere il suo regno da nemici sempre più forti. Non possiede doti particolari, ma rimane comunque un combattente molto forte e coraggioso.

### Narcia
Apprendista strega, è la prima alleata che Pietro trova lungo il suo cammino nel bosco di Flonel. Ha un carattere abbastanza timido, ma sa essere molto audace. Subito si è dimostrata molto leale e soprattutto rimane un personaggio costante nell'intera storia del videogioco. Può controllare la magia, volare senza una scopa e cambiare aspetto, e personalità, grazie a una chiave magica.

### Il cavaliere bianco
Shirokishi (tradotto in "cavaliere bianco") è un cavaliere errante dedito alla ricerca della leggendaria spada del re cavaliere. Nutre un profondo rispetto per il principe e la giovane streghetta e il suo modo di parlare ricorda molto quello che userebbe un samurai dell'epoca degli shogun. A dispetto del suo fare modesto e dell'aspetto a tratti buffo, è un forte combattente e soprattutto molto abile con la spada.

### Gabo
Nato da un uovo di drago, e convinto che Shirokishi sia la sua mamma, Gabo è un draghetto che segue il cavaliere bianco ovunque egli vada. Resistenza e attacchi fisici non sono il suo forte, ma questo piccolo drago è in realtà capace di sferrare attacchi molto forti grazie al suo potere di evocazione che gli permette di richiamare in battaglia gli attacchi di alcuni dei nemici affrontati in precedenza.

### Gami Gami Devil
Antieroe e alleato al tempo stesso, Gami Gami si riferisce a se stesso come un demone (devil) ma in realtà è un semplice umano con una grande inventiva. Gami Gami viene incontrato durante la prima parte della storia come nemico, ma successivamente entrerà a far parte del team di alleati di Pietro accompagnandolo nel suo viaggio verso il mondo dei sogni. Gami Gami è molto abile nel creare congegni meccanici alimentati a vapore e sarà proprio lui a fornire una nave volante durante il secondo capitolo del gioco.

### Jilva
Principessa di Roma, regno della musica, è un'abile ballerina dal carattere infantile ed espansivo. È l'unico personaggio che riesce a combattere danzando.

### Leona
Misteriosa arciera che riesce a comprendere il linguaggio degli animali. Oltre al carattere forte, è molto abile con arco e frecce.

### Kimendoji
Samurai molto forte e dall'aspetto alquanto spaventoso nonostante, in realtà, sia terrorizzato dai cani. Indossa sempre una maschera e i suoi attacchi con la spada sono molto efficaci.

## Personaggi secondari[4]

### Gon e Don
Guardie del regno di PoPoLoCrois alle quali spesso, essendo i più giovani della loro squadra, viene affidato il compito di seguire Pietro nei suoi viaggi. Sono molto simili, l'unica cosa che effettivamente li differenzia è il colore delle loro armature: azzurro per Gon e verde per Don.

### Guilda
Sorella maggiore di Narcia, è una strega del bosco di Flonel. Nonostante il suo aspetto burbero, è una strega buona e gentile.

### La Regina Sania
Madre di Pietro e sposa di Re Paulo, è l'ultima appartenente al clan Ryu, antica famiglia di draghi. Quando il malvagio Demone dei Ghiacci attaccò il regno, fu lei a trasformarsi nel grande drago bianco che riportò la pace nel regno di PoPoLoCrois.

### Re Paulo
Sovrano del regno di PoPoLoCrois e padre del giovane principe Pietro, Re Paulo è un uomo dal carattere abbastanza mite ma ha sempre avuto a cuore il bene del suo regno. Si dimostra molto apprensivo nei confronti della sua famiglia, soprattutto nei confronti della principessina Elena, l'ultima arrivata in casa PakaPuka, e, inizialmente, di Pietro.

### Principessa Elena
Elena è la principessina nata quando Pietro aveva appena 12 anni, figlia di Re Paulo e Regina Sania. Dal carattere vivace e molto affettuoso, adora il fratello e non è disposta a dividerlo con nessuno.

## Modalità di gioco
Il disegno di oggetti, personaggi e ambiente circostante è in due dimensioni con una prospettiva inclinata.
Brevi intermezzi animati spiegano la trama principale del gioco.

### Esplorazione
Le aree di gioco sono divise in tre differenti aree:
- Aree pericolose, dove percorsi n passi (numero variabile a seconda dell'area e della zona specifica) le meccaniche di combattimento vengono avviate facendo apparire uno o più nemici. Solitamente, queste aree sono luoghi di passaggio per sbloccare un percorso o percorsi obbligatori per portare a termine un determinato obiettivo
- Aree sicure, dove il giocatore potrà interagire con altri personaggi dell'ambientazione, muovendosi senza problemi e senza rischiare incontri casuali con nemici
- Macro aree, che permettono di passare da una città ad un'altra, esplorabili anche attraverso mezzi di trasporto motorizzati una volta che questi saranno sbloccati nel gioco

Il sistema di movimento durante le fasi di esplorazione dell'ambiente è molto semplice e soprattutto si differenzia da quello disponibile durante il combattimento per due motivi fondamentali: passi illimitati e la possibilità di muoversi in diagonale oltre che in verticale e orizzontale.
Il giocatore, durante la fase esplorativa, può viaggiare liberamente all'interno dell'ambiente, interagire con alcuni oggetti e personaggi, comprare o vendere equipaggiamenti presso specifici personaggi e, soprattutto, entrare in zone sicure dove è permesso il salvataggio del gioco.

#### Mercanti
I mercanti sono PnG il cui compito è quello di vendere determinati oggetti al giocatore. Si può trovare un negozio in ogni città e progredendo nell'avventura si potranno trovare armi sempre più forti, medicine più efficaci e accessori dal potere difensivo maggiore.
Oltre a vendere oggetti, i mercanti possono anche acquistare alcuni degli oggetti di cui il giocatore vorrebbe disfarsi in cambio di monete.

#### Albergo
Nelle varie città è possibile trovare degli alberghi dove si può restare per la notte e curare completamente HP (Health Points), MP (Mana Points) e stati alterati, oppure effettuare un salvataggio e continuare l'avventura senza perdere i progressi raggiunti fino a quel punto.
Nonostante siano i posti più sicuri per riposare e salvare i propri progressi, gli alberghi non sono l'unico punto che consente di salvare la partita. Prima di affrontare sfide troppo impegnative, delle colonne luminose permettono al giocatore di salvare e ripristinare i propri punti vita e mana.

### Sistema di combattimento
Il combattimento è strutturato in base al sistema a turni in tempo reale, una tipologia ibrida che combina il sistema di turni classico con un sistema di azione in tempo reale tramite l'uso di una barra di caricamento, chiamata barra attiva, che si caricherà con una velocità correlata al punteggio di Agilità del personaggio. Determinati oggetti, incantesimi o accessori permettono di influenzare questa caratteristica per fare agire prima un personaggio rispetto a tutti gli altri, mostri compresi.
Durante i combattimenti, il giocatore avrà un proprio party (gruppo), che inizialmente sarà composto dal protagonista, ma che potrà arrivare fino ad un massimo di 4 personaggi attivi, che potranno essere cambiati in base alle proprie esigenze e stile di combattimento.
Quando si entra nella modalità di combattimento, ogni personaggio ha un suo raggio d'azione entro il quale può muoversi ed eventualmente attaccare i nemici. Esso è definito da piccoli quadrati azzurri e ogni singolo personaggio ne occupa almeno 4 (solitamente il rapporto è di 1:1 e, difatti, risulta alquanto bizzarra la scelta adottata dagli sviluppatori).
Per attaccare, è sufficiente spostarsi fino ad essere adiacenti ad un nemico o, nel caso di un attacco a distanza nel caso l'attaccante sia equipaggiato con armi da lancio o stia utilizzando abilità speciali, far rientrare il bersaglio nel raggio d'azione del proprio attacco.
Un'importante meccanica di questo sistema di combattimento è costituita dalla posizione dell'attaccante rispetto a quella del difensore: un attacco alle spalle, o a lato, risulta sempre più efficace di un attacco frontale in quanto i due sopracitati eludono in maniera più efficiente la guardia del difensore.

#### Party System
Solitamente il Party System è una meccanica presente in quasi tutti i giochi di ruolo che permette di creare il proprio esercito di combattenti che si caratterizzano per le loro abilità e la propria classe di appartenenza (guerriero, strega, cacciatore ecc).
Ogni singolo componente del party ha le seguenti statistiche: 
- HP o health points: questa caratteristica definisce il livello di salute massimo del personaggio e del numero di danni che esso può subire prima di finire KO
- MP o Mana points: l'ammontare complessivo di punti potere che il personaggio può usare per abilità speciali di attacco fisico, attacco magico o poteri curativi da usare su se stesso o un altro personaggio del proprio party. Usando una di queste abilità i MP vengono, ovviamente, consumati e possono essere ripristinati nei checkpoint e/o tramite l'uso di pozioni
- Attacco: influisce sulla quantità di danni che il personaggio può effettuare con un singolo attacco fisico ai danni del nemico. Solitamente, è una delle caratteristiche principali dei guerrieri che usano attacchi ravvicinati
- Difesa: più questa caratteristica è alta, minore saranno i danni fisici che il personaggio subirà ricevendo un attacco. È una caratteristica principale dei guerrieri
- Agilità: statistica che permette di avere, durante il combattimento, un raggio di movimento più ampio e, soprattutto, di riempire più velocemente la propria barra attiva, che permette di eseguire un determinato comando durante la fase di combattimento
- Fortuna: punteggio che influenza la possibilità di evitare i danni di un attacco subito e di sferrare un colpo critico al nemico di turno. Più è alta questa statistica più alta sarà la probabilità di schivare o di effettuare un attacco potenziato
- Potere magico: come per l'attacco, questa caratteristica influenza i danni effettuati dal personaggio. In questo caso si tratta dei danni magici, come il nome stesso può suggerire, e ovviamente si tratta di una delle caratteristiche principali dei personaggi che usano arti magiche o curative
- Difesa magica: più questo punteggio sarà alto, maggiore sarà la difesa contro gli attacchi magici nemici. Un alto livello di difesa magica permette di ridurre in maniera considerevole i danni del mago nemico e, ovviamente, è una prerogativa di personaggi che utilizzano magie
- Experience (esperienza): il numero di punti esperienza acquisiti con l'uccisione di mostri e il completamente dei vari incarichi.
- Next Level: il numero di punti esperienza da raggiungere per passare al livello successivo. Aumenta progressivamente a ogni passaggio di livello.

Come si evince dalle ultime due statistiche, ogni personaggio ha un proprio livello che aumenta progressivamente grazie all'esperienza acquisita in battaglia o completando determinate missioni.
A tale aumento di livello corrisponde un effettivo aumento delle statistiche base, che possono aumentare anche grazie agli oggetti che il personaggio indossa (vedi sezione oggetti), la scoperta di nuove abilità speciali e la possibilità di equipaggiare armi e oggetti di livello più alto.

#### Attacchi concatenati
Una caratteristica peculiare, ripresa da altri titoli come ad esempio Disgaea: hour of darkness, è la possibilità di effettuare degli attacchi concatenati.
Durante il proprio turno, un personaggio può attaccare, muoversi oppure concentrarsi ed effettuare un attacco caricato nel turno successivo (la barra attiva si carica di colore rosso). Nel caso si usi la concentrazione, nel turno successivo se si posiziona al fianco di un altro personaggio specifico (per esempio Pietro con Narcia), i due eseguiranno un attacco concatenato, ovvero un attacco molto più efficace del normale e con un raggio d'azione molto più ampio.

#### Abilità speciali
Ogni singolo personaggio ha la possibilità di usare abilità speciali che permettono di attaccare un nemico, difendersi o curare un altro membro del proprio party.
Tali abilità hanno a loro volta un livello di esperienza che sale a ogni singolo uso fino a che non si raggiunge, come per i personaggi, quello successivo e quindi l'abilità aumenta di livello ed efficacia.
L'utilizzo di una abilità speciale comporta il consumo dei propri MP e più sarà alto il livello dell'abilità usata, maggiore sarà il numero di MP richiesto.
Ogni abilità oltre al livello e al numero di MP necessari è caratterizzata anche dal raggio d'azione che può essere:
- Lineare: il personaggio può sferrare un attacco lungo una linea retta davanti a sé per un determinato raggio d'azione che varia in base al livello dell'abilità scelta
- Ad area: il personaggio potrà lanciare un incantesimo, o un attacco, in un'area che può essere scelta in base al suo raggio d'azione (determinato dalla caratteristica principale della sua classe di riferimento) o, in alcuni casi, attorno a sé stesso con un raggio che viene determinato dal livello dell'abilità stessa
- Singolo: il personaggio può lanciare un incantesimo di cura, un attacco o un incantesimo con un raggio di azione equivalente a una singola casella e ad una distanza massima prestabilita o che sia adiacente all'utilizzatore dell'abilità stessa

#### Evocazioni Esper
Tramite determinati oggetti, chiamati oggetti Esper, è possibile evocare degli alleati che siano disposti a combattere al fianco dei membri del party.
Gli oggetti Esper possono essere Gioielli Esper, che evocano un mostro e si autodistruggono una volta usati, oppure sfere Esper, che possono essere riutilizzate quante volte si vuole a patto di utilizzare i propri MP per evocarne la creatura.
L'altra grande differenza tra i gioielli e le sfere Esper è il fatto che i primi evocano mostri, mentre le seconde evocano dei guerrieri da dimensioni parallele.
In entrambi i casi, se l'essere evocato raggiunge 0 HP oppure il combattimento finisce, l'evocazione ha termine e il mostro, o il guerriero che sia, sparisce abbandonando il party.

#### Alterazioni di stato
Come nella maggior parte dei GDR giapponesi, durante il combattimento è possibile subire un'alterazione di stato che può essere curata con determinati incantesimi o con l'utilizzo di oggetti monouso specifici per quel tipo di alterazione o generici, che sono in grado quindi di curare qualsiasi alterazione di stato
| Stato      | Effetto |
| ---------- | --- |
| Impietrito | il corpo del personaggio è pietrificato, non può muoversi e la barra attiva si blocca.                                                           |
| Dorme      | Indicatore attivo bloccato, il personaggio dorme ma se colpito si sveglia.                                                                       |
| Veleno     | In base alla propria difesa, un personaggio avvelenato continuerà a perdere un determinato numero di HP ad ogni turno finché il veleno è attivo. |
| Caos       | Se colpito da Caos, il personaggio attaccherà i nemici, o gli alleati, indistintamente.                                                          |
| Lento      | Il punteggio di Agilità viene ridotto rendendo il personaggio più lento nel caricamento della barra attiva.                                      |
| Vecchiaia  | La capacità d'eludere gli attacchi e il raggio di movimento sono ridotti.                                                                        |
| Stordito   | sotto l'effetto dello stordimento, non ci si può muovere ma, al contrario di impietrito, si possono usare oggetti e/o attacchi.                  |

### Oggetti
Gli oggetti utilizzabili dai vari personaggi si dividono in due categorie principali:
- Equipaggiabili
- Monouso

I primi sono oggetti che attivamente modificano le statistiche dei personaggi assegnando bonus (o malus a seconda del livello dell'oggetto o del tipo di oggetto stesso) ai personaggi, quelli monouso invece sono oggetti che, come suggerisce il nome, possono essere utilizzati una volta e successivamente non sono più utilizzabili.
Gli equipaggiabili, a loro volta si dividono in armi e accessori. Le armi sono ovviamente strumenti che aumenteranno il potere distruttivo, o curativo, di un determinato personaggio, mentre gli accessori sono tutti gli oggetti che forniscono bonus alle altre caratteristiche. Ogni personaggio può equipaggiare una sola arma e 3 accessori.
Gli oggetti monouso comprendono tutti quegli oggetti che possono essere usati per ripristinare un determinato numero di HP/MP, curare stati alterati (avvelenato, cieco, sonno ecc) o persino evocare degli alleati con gli oggetti Esper (per maggiori informazioni, guarda la sezione Evocazioni Esper)

## Accoglienza
La critica occidentale ha dato giudizi molto variabili a PoPoLoCrois, mediamente positivi; la media dei voti su MobyGames al 2025 è del 68%. 
Spaziogames,, recensendo il gioco, scrive:
L'unica pecca di questa ondata di gdr è che nessun distributore sembra credere fino in fondo alle potenzialità del genere, cosicché nessuno di quelli arrivati finora è stato localizzato in italiano [...]
L'ennesimo gioco di ruolo vecchio stile ad approdare sul portatile Sony, che sembra incapace di generare brand autonomi. Se non altro il risultato finale è più positivo di altri prodotti, anche se la generale facilità del tutto lo rende adatto soprattutto ai neofiti o ai collezionisti incalliti. Anche questa volta il gioco non è stato localizzato nella nostra madrelingua, ma almeno Sony lo vende ad un prezzo ridotto...»

## La serie animata
Dal 4 ottobre 1998 al 28 marzo 1999 in Giappone venne trasmessa anche una serie animata, basata sulla serie videoludica, chiamata PoPoLoCrois (ポポロクロイス物語?, Poporokuroisu monogatari, "La storia di PoPoLoCrois"), che si collocava esattamente tra il primo episodio per Sony PlayStation (PoPoLoCrois Monogatari) e il secondo (PoPoRougue) vedendo l'ancora giovane principe Pietro alle prese con il difficile rapporto che da sempre intercorre tra gli esseri umani e il popolo dei draghi, al quale sua madre appartiene.
La prima serie conta 25 episodi della durata di 25 minuti ciascuno, ed è stata prodotta dalla Bee Train (che produsse anche altre serie di successo come Medabots, .hack//GiftTesubasa Reservoir Chronicle) e dalla Production I.G. (famosa per Ghost in the shell e Blood: the last vampire), venne distribuita dalla Aniplex e dalla TV Tokyo (broadcast).
Venne doppiata in italiano a cura di La BiBi.it e trasmessa su Rai 2 dal 30 agosto 2004: è stata replicata solo una volta da fine luglio 2006. In entrambe le messe in onda fu saltato l'ultimo episodio.
Il 5 ottobre 2003 uscì, sempre in Giappone, anche una seconda stagione della serie animata di 26 episodi chiamata semplicemente PoPoLoCrois (ポポロクロイス) che si concluse il 28 marzo 2004. Pietro PakaPuka, re di PoPoLoCrois, e Narcia, sua regina, ormai adulti hanno dato alla luce Pinon, il figlio di tre popoli: gli umani, i draghi e le fate. Pinon è il protagonista di questa nuova serie, e proprio lui dovrà intraprendere un lungo viaggio e affrontare diverse sfide che determineranno il fato del suo regno.

### Doppiaggio (prima stagione)[8]
| Personaggio     | doppiaggio originale | doppiaggio italiano |
| --------------- | -------------------- | ------------------- |
| Pietro PakaPuka | Ai Orikasa           | Gaia Bolognesi      |
| Narcia / Kai    | Yuri Shiratori       | Ilaria Latini       |
| Hyuu            | Eri Miyajima         | Perla Liberatori    |
| Gami Gami Devil | Arata Furuta         | Paolo Marchese      |
| Shiroshiki      | Masashi Ebara        | Saverio Indrio      |
| Regina Sania    | Kyoko Dounowaki      | Daniela Calò        |
| Re Paulo        | Naoki Makishima      | n.d.                |